# 浦町 (田原市)
浦町（うらちょう）は、愛知県田原市の地名。

## 地理
旧田原町北東部に位置する。南は吉胡町、北は波瀬町に接する。

## 歴史

### 地名の由来
江戸時代に行われた新田開発以前、当地に入江が存在したことによる。

### 沿革
- 江戸時代 - 三河国渥美郡の田原藩領の浦村として所在[4]。
- 1889年（明治22年） - 合併に伴い、童浦村大字浦となる[4]。
- 1906年（明治39年） - 合併に伴い、田原町大字浦となる[4]。

### 大谷一族
「文禄慶長の頃越前敦賀の城主大谷刑部関ケ原の合戦に敗れて自害をする。その時に家臣の大谷刑馬一族郎党を率い御神体を奉持して浦村に居住する。創建は明らかではないが元禄十三年社殿改築の棟礼を社蔵する。」
という文言が八幡社の石碑に記載されている。
慶長五年(1600年)の関ケ原の戦いにて、父大谷吉継、兄吉治と共に西軍に与した頼継は、吉継自害後に戦場を離脱し、越前国敦賀に潜伏後病死したと言われるが、頼継またはその子孫が一族を率い伊勢池の浦から浦村に移ってきたという話しも伝わっている。

## 学区
市立小・中学校に通う場合、学区は以下の通りとなる。また、公立高等学校に通う場合の学区は以下の通りとなる。
| 番・番地等 | 小学校             | 中学校             | 高等学校 |
| ---------- | ------------------ | ------------------ | -------- |
| 全域       | 田原市立童浦小学校 | 田原市立田原中学校 | 三河学区 |

## 施設
- 田原市立童浦小学校[3]
- 八幡社[3]
- 曹洞宗西光院[3]
- 随応院[3]

## その他

### 日本郵便
- 郵便番号 : 441-3403[1]（集配局：田原郵便局[7]）。